# عنکبوت‌های دودری‌ساز
عنکبوت‌های دودری‌ساز (نام علمی: Nemesiidae) نام یک تیره از infraorder رتیل‌ریختان است.